# Route nationale 34 (Belgique)
Pour les autres articles nationaux ou selon les autres juridictions, voir Route nationale 34.
La route nationale 34 est une route reliant La Panne à Knokke-Heist en passant par Ostende. La vitesse limite est comprise entre 50 et 70 km/h.
La route commence en prolongeant la Kromfortstraat au niveau de l'autoroute belge A18 à Adinkerque. Elle part vers le nord en passant au-dessus du canal et continue et croise plusieurs fois le tram jusqu'à La Panne. La route contourne la plupart du centre et l'ouest de la cité balnéaire la plus proche de la France. À partir de cet emplacement, la route longe la plupart des digues de la côte. La route croise la N8 à l'intérieur de Saint-Idesbald (Coxyde). La route croise la N330 à Ostdunkerque et continue vers Nieuport. La route contourne les ports de Nieuport et perd ses deux bandes et les retrouve au niveau du contournement d'Ostende à Ostende. Elle continue jusqu'à Knokke via Bredene, Le Coq, Wenduine, Blankenberghe, Zeebruges où elle croise la N31 et pour finir à la N49 à Knokke.